# ناحیه پورتر، شهرستان کاس، میشیگان
ناحیه پورتر (به انگلیسی: Porter Township) یک منطقهٔ مسکونی در ایالات متحده آمریکا است که در شهرستان کاس، میشیگان واقع شده‌است.
 ناحیه پورتر ۱۴۱٫۵ کیلومتر مربع مساحت و ۳٬۷۹۸ نفر جمعیت دارد و ۲۷۸ متر بالاتر از سطح دریا واقع شده‌است.